# 鮑伯·霍伯級車輛運輸艦
鮑伯·霍伯級車輛運輸艦是一款服役於美國軍事海運司令部的車輛運輸艦，主要任務為預先部署戰爭所需的軍用載具。其命名源自於美國知名藝人鲍勃·霍普。

## 同級艦
| 艦名         | 舷號      | 下水           | 造船廠     | 服役       | 退役               | 現況   |
| ------------ | --------- | -------------- | ---------- | ---------- | ------------------ | ------ |
| 鮑伯·霍伯號  | T-AKR-300 | 埃文代爾造船廠 | 1997-03-27 | 1998-11-18 | 2022-12-19（除籍） | 已除籍 |
| 費雪號       | T-AKR-301 | 埃文代爾造船廠 | 1997-10-21 | 1998-08-04 | 2022-12-19（除籍） | 已除籍 |
| 西伊號       | T-AKR-302 | 埃文代爾造船廠 | 1998-06-25 | 2000-03-28 | 尚未               | 服役中 |
| 門登卡號     | T-AKR-303 | 埃文代爾造船廠 | 1999-05-25 | 2001-01-30 | 2022-09-26(除籍）  | 已除籍 |
| 皮利勞號     | T-AKR-304 | 埃文代爾造船廠 | 2000-01-29 | 2001-07-24 | 尚未               | 服役中 |
| 布里汀號     | T-AKR-305 | 埃文代爾造船廠 | 2000-11-11 | 2002-07-11 | 2023-04-12(除籍）  | 已除籍 |
| 貝納維德斯號 | T-AKR-306 | 埃文代爾造船廠 | 2001-08-11 | 2003-09-10 | 2022-09-21(除籍）  | 已除籍 |

## 補充
1. ↑  致敬美國知名藝人鲍勃·霍普
2. ↑  致敬美國慈善家、企業家扎卡里·費雪（英语：Zachary Fisher）
3. ↑  致敬在越戰中犧牲並獲得榮譽勳章的中士威廉·韋恩·西伊（英语：William W. Seay）
4. ↑  致敬在韓戰中犧牲並獲得榮譽勳章的中士萊羅伊·A·門登卡（英语：Leroy A. Mendonca）
5. ↑  致敬在韓戰中犧牲並獲得榮譽勳章的上等兵赫伯特·K·皮利勞（英语：Herbert K. Pililaau）
6. ↑  致敬在韓戰中犧牲並獲得榮譽勳章的士官長尼爾森·V·布里汀（英语：Nelson V. Brittin）
7. ↑  致敬在越戰因卓越表現而獲頒榮譽勳章的美國陸軍第5特種部隊群兼美國軍事援助越南司令部-研究觀察團成員羅伊·貝納維德斯（英语：Roy Benavidez），貝納維德斯最終以總士官長（英语：Master sergeant）身份退役

## 外部連結
- AKR Vehicle Cargo Ships at Navy Site